# Melanophylla crenata
Melanophylla crenata là một loài thực vật thuộc họ Melanophyllaceae. Đây là loài đặc hữu của Madagascar. Môi trường sống tự nhiên của chúng là rừng ẩm vùng đất thấp nhiệt đới hoặc cận nhiệt đới. Chúng hiện đang bị đe dọa vì mất nơi sống.